# Воротинцев Микола Пилипович
Воротинцев Микола Пилипович (* 21 травня 1924, с. Мокрець Горшеченського району Курської області  — † 26 вересня 1977, с. Новоспаське) — Герой Радянського Союзу, кулеметник окремого гвардійського навчального батальйону 67-ї гвардійської стрілецької дивізії 23-го гвардійського стрілецького корпусу генерал-лейтенанта Єрмакова у складі 6-ї гвардійської армії І-го Прибалтійського фронту. .

## Біографія
Микола Пилипович Воротинцев народився 21 травня 1924, с. Мокрець Горшеченського району Курської області. А за чотири роки до цього, 19 січня 1920 року, в цьому ж селищі народився Іван Мойсейович Воротинцев, троюрідний брат Миколи. Тоді ще ніхто не знав, що обидва брати стануть Героями СРСР, Іван — за штурм с. Гута, біля Києва, в жовтні 1943 р., а Микола в червні 1944р — за форсування р. Західна Двіна в районі с. Узрєчьє в Вітебській області.
В 1939 році родина Пилипа та Марії Воротинцевих, у якій було п'ятеро дітей, переїхала до селища Стаси Веселівського району Запорізької області. І ось в 1941 році почалась Німецько-радянська війна. Микола, разом з іншими односельчанами, під час евакуації сільгосптехніки та худоби потрапив до Ставропольського краю де влітку 1942 року був мобілізований до армії Бурацьким РВК. В 1943 р., закінчивши школу кулеметників, він опинився на фронті.

### Друга світова війна
В 1944 році частини І-го Прибалтійського фронту під командуванням І. Х. Баграмяна опинилися навпроти так званого «білоруського балкону», виступом фронту в центрі німецької оборони, де зосередилась велика частина військ групи армій «Центр». Для того, щоб ліквідувати цей виступ та визволити Білорусь був розроблений план Білоруської стратегічної наступальної операції під кодовою назвою «Багратіон». Початок операції мав відбутися 23 червня 1944 року частинами 43-ї армії генерал-лейтенанта Бєлобородова та 6-ї гвардійської армії генерал-полковника Чистякова. Ці армії отримали наказ — прорвати оборону ворога на лінії Полоцьк-Вітебськ та захопити плацдарм на березі Західної Двіни в районі Бешенковічей.
Єфрейтор М. П. Воротинцев у червні 1944 р. був кулеметником окремого гвардійського навчального батальйону 67-ї гвардійської стрілецької дивізії 23-го гвардійського стрілецького корпусу генерал-лейтенанта Єрмакова у складі 6-ї гвардійської армії І-го Прибалтійського фронту.
Перед початком операції «Багратіон» навчальний батальйон провів вдало розвідку боєм, внаслідок чого фронт пересунувся на 3 км на захід майже впритул до селища Сиротине. Ця позиція була досить вдалою для подальшого наступу на Західну Двіну, достатньо було пройти всього близько 30 км до її берегів.
Ввечері, 23 червня, командир 67 гвардійської стрілецької дивізії генерал-майор О. І. Баксов віддав наказ: «Сформувати з бійців дивізії мобільний зведений загін, якому наказувалось непомітну досягти берегів Західної Двіни, з ходу її форсувати та захопити особливо важливу понтонну переправу». До складу цього загону увійшов і окремий навчальний батальйон, в якому служив Микола Воротинцев. Керував батальйоном гвардії капітан Украдиженко.
Усю ніч йшов цей загін по території, яка фактично була зайнята ворогом. Провідником був місцевий житель, партизан. Категорично заборонялось вступати в бій з ворогом. Несли з собою лише зброю та набої.
Микола йшов, згибаючись під вагою кулемета, набоїв та гранат. Поряд йшли інші бійці батальйону, серед них і сам Іван Украдиженко, його заступник капітан Володимир Богуславський, командир роти, командир взводу лейтенант Олексій Александров, командир відділення сержант Олександр Щеблаков, кулеметники старшина Федір Іванішко, рядовий Михайло Кравченко, рядовий Петро Труфанов, рядовий Анатолій Іванов.

Ще до світанку підійшли до селища Буй. Основна частина сил приготувалася до переправи, а батальйону Украдиженко було наказано підійти до селища Узрєчьє та здійснити там прорив, відрізавши основні сили німців від підступів до понтонного моста та стримувати натиск танкових і піхотних атак.
Навчальний батальйон висунувся до селища. Коли підійшли до річки, стало зрозуміло, що переправитись буде досить важко. Всі засоби для переправи залишились в тилу. Увійшовши в селище, солдати почали готувати плавзасоби. В хід йшло все: порожні діжки, колоди, дошки. Місцеві жителі розбирали сараї, знімали двері, ворота і разом з бійцями носили це все до річки. Хтось наважився просто перепливти річку, а деякі набивали соломою свої плащ-палатки.
І ось капітан Украдиженко віддав наказ: «Почати переправу». Солдати роздяглися, зав'язали одяг в тугий вузол і увійшли в холодну воду. Микола, разом з іншими бійцями, штовхав важкий пліт. Дехто з гвардійців встановили свої кулемети на невеличкі саморобні плотики, а потім, прив'язавши до них канат, перепливли на протилежний берег і підтягнули їх до себе. Коли перші солдати, серед яких був і Микола Воротинцев, не досягли і половини річки, почався масований обстріл, — їх помітив ворог. Кулі засвистіли поруч, почався мінометний обстріл, заговорила артилерія ворога. Прямою наводкою було розбито пліт, який йшов поруч. Від вибухів вода здіймалася навкруги величезними фонтанами, разом з плотами та солдатами, дошки, зброя та понівечені тіла розліталися в усі сторони. Розбило пліт Іванішко. Його, контуженого, разом з кулеметом, кинуло в вводу. Вчепившись під водою в свій «максим», він потяг його по дну. Пірнаючи знову і знову він витяг його на берег.
Стало зрозуміло, що тепер потрібно пересуватися з максимальною швидкістю. Але чомусь пливти стало важче. Повернувши голову, Микола зрозумів, що вбито солдата, який разом з ним штовхав пліт.
Вибравшись на суходіл, бійці покидали одяг прямо на землю і, поки інші їх прикривали, почали підтягувати та встановлювати кулемети. В хід пішли ручні гранати, якими закидали німецькі траншеї. Часу одягтися не було. В ранковий час, біля річки, було досить холодно. Від холодної води тіло Миколи посиніло і тремтіло. Пальці на спусковому гачку не слухались, і тому перші черги летіли в різні напрямки: в землю і вгору. Почався бій за плацдарм. Їх взвод виявився першим, який опинився на західному березі Двіни.
Кулеметники відбили першу контратаку ворога і таким чином допомогли переправитись решті батальйону. Вже через годину навчальний батальйон знаходився на протилежному березі.
В цей час, побачивши що передовий загін навчального батальйону закріпився на протилежному березі, відволікаючи основні сили німців на себе, почалась переправа основних частин в стороні від прориву. Гвардійські полки під командуванням гвардії майора Геннадія Шляпіна та гвардії підполковника Георгія Ковтунова перейшли в атаку.
А тим часом бійці навчального батальйону утримували свій плацдарм, не підпускаючи, таким чином, основні німецькі частини до понтонного мосту та зони основного прориву. Після першої контратаки наступила невеличка перерва. Солдати нарешті змогли одягтися та перевести подих. Але невдовзі почалась друга, а за нею третя контратаки.
У той час, коли Микола разом зі своїм батальйоном відбивав другу контратаку німців, в штаб командувача І-го Прибалтійського фронту І. Х. Баграмяна увійшов командувач 6-ї гвардійської армії Іван Михайлович Чистяков і доповів: «Орли генерала Єрмакова черпають воду із Західної Двіни». Він мав на увазі саме окремий навчальний батальйон капітана Украдиженко, який першим ступив на ворожий берег.
Цілий день вони відбивали німецькі атаки. Під час однієї з таких атак було важко поранено в голову командира взводу гвардії лейтенанта Олексія Александрова. Майже не зупиняючи свого натиску німці кидали в бій танки, які підтримувала піхота. Їм було життєво необхідно відкинута назад, в Західну Двіну, солдатів навчального батальйону, адже по понтонному мосту вже почали переправлятися основні сили 6-ї гвардійської армії: свіжа піхота, артилерія, танки.
Навчальний батальйон виконав своє завдання. За цей бій 9 солдат та офіцерів цього підрозділу отримали звання Герой Радянського Союзу.
- Гвардії лейтенант Олексій Александров,
- Гвардії рядовий Михайло Кравченко,
- Гвардії старшина Федір Іванішко,
- Гвардії рядовий Петр Труфанов,
- Гвардії капітан Володимир Богуславський,
- Гвардії капітан Іван Украдиженко,
- Гвардії сержант Олександр Щеблаков,
- Гвардії старший сержант Олександр Суслов,
- Гвардії рядовий Микола Воротинцев.

Наказом Президії Верховної Ради СРСР від 22 червня 1944 року Миколі Пилиповичу Воротинцеву було присвоєно звання Героя СРСР, Медаль «Золота Зірка» № 3846

### Подальші роки
Микола Воротинцев був учасником Параду Перемоги на Червоній Площі 24 червня 1945 року.
Після війни Микола Воротинцев повернувся в с. Стаси Веселівського району Запорізької області. В 1960 році разом зі своєю великою сім'єю переїхав до Приазовського району, в с. Новоспаське. 26 вересня 1977 року Герой Радянського Союзу Миколи Пилипович Воротинцев пішов з життя. Працював агрономом. Похований в с. Новоспаське. Його ім'ям названо вулиці в с. Новоспаське та Веселе.

## Нагороди
Нагороджений орденом Леніна, медаллю Золота Зірка, Медаллю «За перемогу над Німеччиною у Великій Вітчизняній війні 1941–1945 рр.»,Орденом Слави ІІІ ст.